# Redwing (band)
Redwing was een Amerikaanse countryrockband uit Sacramento (Californië). Hun platen kwamen in eigen land en in West-Europa uit.
De band begon in het midden van de jaren zestig met de naam New Breed (ook The Breed) en wijzigde die later in Glad. Toen Timothy B. Schmit deze band in 1970 verruilde voor Poco, nam Andrew Samuels zijn plaats in. De andere drie leden waren Ron Floegal, George Hullin en Tom Phillips.
In 1970 brachten ze hun debuutalbum Redwing uit. Hierop stonden tien originele nummers en een cover van Jimmie Rodgers en van hippy-cowboy Mickey Newbury. Het album kreeg lovende kritieken van het muziekmagazine Rolling Stone, maar behaalde geen hitnotering. Het nummer California blues bereikte in 1971 nummer 8 in de Bubbling Under the Hot 100 en miste daarom de Billboard Hot 100 nipt.
Bij de opnames van het tweede album nam Samuels de gitaar voor zijn rekening en keerde Schmit terug als bassist. De band bleef problemen houden met het vinden van de gewenste basgitarist waarvoor vijf wisselingen nodig waren tot ze bij Dale Lyberger uitkwamen. Hij is op het vijfde album te horen. Het derde album was meer een mix van de countrystijl bluegrass met rockmuziek en met het vierde album, Dead or alive, had de rockmuziek de overhand.
Bij het vierde album hadden ze het gevoel dat ze op het punt stonden door te breken. Uiteindelijk bereikte geen van hun albums of singles een hitnotering. Fantasy Records had Redwing op het oog om de opvolger te worden van Creedence Clearwater Revival, de band die jarenlang veel geld voor het label had binnengebracht. Begin 1974 was het inmiddels duidelijk voor het label dat die doorbraak er niet zou komen. Een strohalm was daarna nog de Nederlandse band The Cats. Ook dat werk brak niet door in de VS; alleen de single Be my day haalde daar een bescheiden nummer 18-notering in de adult contemporary-lijst van Billboard. 

## Discografie
Albums
- 1971: Redwing
- 1972: What this country needs
- 1973: Take me home
- 1974: Dead or alive
- 1975: Beyond the sun and stars
- 1991: Do you ever think of me
- 2007: The simple truth

Singles en ep's
- 1971: Bonie bones / I'm your lover man
- 1971: California blues
- 1971: Sweetwalkin' lady / Oh Maggie (Don't lift the weight)
- 1972: Soul theft / Reaching out
- 1974: Foxfire